# Ciudad Universitaria
 Ovo je glavno značenje pojma Ciudad Universitaria. Za druga značenja pogledajte Ciudad Universitaria (Venezuela) i Ciudad Universitaria (Madrid).
Ciudad Universitaria (šp. za "Sveučilišni grad"; skr. CU) je središnji gradski kampus Autonomnog nacionalnog meksičkog sveučilišta (Universidad Nacional Autónoma de México ili skr. UNAM) koji se nalazi u četvrti Coyoacán, na jugu glavnog grada Meksika, Ciudad de Mexica. Sagrađen je od 1949. – 54. godine kako bi se ukinula dotadašnja nesređenost fakulteta koji su bili raštrkani širom gradskog središta. Ciudad Universitaria okružuje olimpijski stadion, a sastoji se od oko 40 fakulteta i instituta, kulturnog centra, ekološkog rezervata, središnje knjižnice i nekoliko muzeja koje su dizajnirali uglavnom arhitekti Mario Pani, Enrique del Moral, Domingo García Ramos, Armando Franco Rovirate, te još pedesetak drugih arhitekata, inženjera i umjetnika. Projekt je rezultirao jedinstvenim primjerom integracije urbanizma, inženjerstva, dizajna krajobraza i arhitekture 20. stoljeća s likovnim dekoracijama koje su snažno inspirirane lokalnim običajima, posebice na meksičku pretšpanjolsku baštinu.
Zbog toga je središnji gradski kampus UNAM-a upisan na UNESCO-ov popis mjesta svjetske baštine u Sjevernoj Americi 2007. godine kao „kompleks koji je utjelovljenje i ikona modernizma velikog društvenog i kulturnog značaja za cijelu Latinsku Ameriku”.
Iako UNAM ima i druge građevine u gradu Meksiku (uglavnom za postdiplomske studije i kulturu, u okruzima Acatlán, Aragón, Cuautitlán, Iztacala i Zaragoza)), te u drugim meksičkim saveznim državama (u gradovima Santiago de Querétaro, Morelia, Mérida, Ensenada, Cuernavaca i Leónu),, ali i drugim zemljama (u Kanadi i SAD-u), Ciudad Universitaria je njegov glavni simbol. Danas je CU gotovo autonomno područje grada Meksika sa svojim pravilima, vijećem, pa donekle i policijom, za razliku od drugih sličnih institucija na svijetu.

## Odlike
Ciudad Universitaria pokriva više od 1.000 hektara, na 8 m debelom tlu od stvrdnute lave (El Pedregal) koje je nastalo prilikom erupcije obližnjeg vulkana Xitle oko 100. godine, te je njegovo kamenje korišteno za vanjsku oplatu brojnih građevina i ulica. Zbog konfiguracije tla jako je malo ravnih ulica i putova, koji su uglavnom kružni. Građevine su uglavnom građene od običnih materijala poput betona, opeke i vulkanskog kamena, većinom tek dva-tri kata, te imaju velike prozore i vrtove ispred, ali i unutra. Iznimke su: 
- Središnja knjižnica koja je visoka kvadratična zgrada, pomalo izolirana od ostalih, koja je potpuno oslikana muralima Juana O'Gormana. Pročelja ove zgrade su prepoznata kao najveća zidna slika na svijetu, a prikazuje astečke i španjolske motive oko grba UNAM-a. Danas je najznamenitija građevina koja simbolizira ovo sveučilište.
- Toranj rektorata je oslikao veliki meksički slikar David Alfaro Siqueiros.

Unutar ekološkog rezervata Ciudad Universitaria nalazi se park skulptura okružen velikim prirodnim krugom okamenjene lave tamne boje s bijelim betonskim trokutovima koji se poput suncokreta šire iz njegova središta. U njemu se nalaze brojne velike metalne skulpture modernih umjetnika.
U samom središtu Ciudad Universitaria nalazi se olimpijski stadion (Estadio Olímpico Universitario) izgrađen 1952. godine, koji je služio za XIX. Olimpijske igre – Ciudad Mexico 1968., ali i za Svjetsko prvenstvo u nogometu – Meksiko 1986. god. Iznad njegova ulaza nalaze se oslikani reljefi slavnog meksičkog umjetnika, Diega Rivere. Danas se koristi kao sveučilišni stadion s atletskom stazom za studente, te kao nogometni stadion sveučilišnog nogometnog kluba Pumas koji se natječe u meksičkoj prvoj ligi (Primera División Profesional) čije su prvenstvo osvojili sedam puta.
- Panorama CU-a
- Mural pročelja središnje knjižnice C.U.-a
- Ulaz u olimpijski stadion s Riverinim reljefom
- Botanički vrt UNAM-a
- Kulturni centar CU-a
- Prometejeva česma
- Park skulptura
- Muzej moderne umjetnosti
- Dvorište muzeja
- Siqueirosov mural na Upravnoj zgradi

## Vanjske poveznice
- Službena stranica sveučilišta UNAM (engl.)
- Fotografije na UNESCO-ovim službenim stranicama  Arhivirana inačica izvorne stranice od 5. veljače 2012. (Wayback Machine) (engl.)